# Echinodorus horizontalis
Echinodorus horizontalis är en svaltingväxtart som beskrevs av Karel Rataj. Echinodorus horizontalis ingår i släktet Echinodorus och familjen svaltingväxter. Inga underarter finns listade.